# Narathura inornata
Narathura inornata är en fjärilsart som beskrevs av Felder 1860. Narathura inornata ingår i släktet Narathura och familjen juvelvingar. Inga underarter finns listade i Catalogue of Life.